# Selinum vaginatum
Selinum vaginatum är en flockblommig växtart som först beskrevs av Michael Pakenham Edgeworth, och fick sitt nu gällande namn av Charles Baron Clarke. Selinum vaginatum ingår i släktet krusfrön, och familjen flockblommiga växter. Utöver nominatformen finns också underarten S. v. garhwalensis.